# Заможне (Жмеринський район)
Замо́жне — село в Україні, у Барській міській громаді Жмеринського району Вінницької області.

## Історія
Первісна назва села — Безщасне, у радянські часи отримало сучасну назву.
12 червня 2020 року, відповідно до Розпорядження Кабінету Міністрів України № 707-р «Про визначення адміністративних центрів та затвердження територій територіальних громад Вінницької області», увійшло до складу Барської міської громади.
19 липня 2020 року, в результаті адміністративно-територіальної реформи та ліквідації Барського району, село увійшло до складу Жмеринського району.